# Осерал
Осерал (норв. Åseral) — комуна у фюльке Агдер, Норвегія (давніше — у фюльке Вест-Агдер). Адміністративний центр — місто Кірк'єбіґда. 

## Населення
Згідно з даними за 2005 рік у комуні мешкало 907 осіб. Густота населення становила 1,02 осіб/км². За кількістю населення посідала 414-те місце серед комун Норвегії. 
| населення станом на 1 січня 2005 |        |          |       |
|                                  | жінки  | чоловіки | разом |
| ос.                              | 455    | 452      | 907   |
| %                                | 50,17% | 49,83%   | 100%  |

| освіченість населення станом на 1 жовтня 2004 |           |         |        |          |
|                                               | початкова | середня | вища   | невідомо |
| ос.                                           | 170       | 412     | 76     | 16       |
| %                                             | 25,22%    | 61,13%  | 11,28% | 2,37%    |

## Освіта
Згідно з даними на 1 жовтня 2004 року в комуні була 1 початкова школа (норв. grunnskolar), у якій навчалися 152 учні.